# Rance
Die Rance (bretonisch Renk) ist ein Fluss in Frankreich in der Region Bretagne. Sie entspringt in der Nähe von Collinée im Département Côtes-d’Armor und mündet nach rund 104 Kilometern zwischen Dinard und Saint-Malo im Département Ille-et-Vilaine in den Ärmelkanal.

## Flussabschnitte

### Oberlauf zwischen der Quelle und Évran
Hier wurde in den 1930er Jahren durch den Bau des Stauwerkes von Rophemel in der Nähe der Stadt Caulnes ein sieben Kilometer langer Stausee mit etwa fünf Millionen Kubikmetern Wasserhaltung errichtet.

### Kanalisierter Fluss zwischen Évran und Lyvet
Bei Évran erreicht die Rance den Canal d’Ille-et-Rance, der eine schiffbare Verbindung zwischen Rennes und Saint-Malo herstellt und an Dinan vorbeiführt. Die Rance ist in diesem Abschnitt als kanalisierter Fluss Teil des Kanals und somit schiffbar. Der Kanal wird heute aber nur noch von Sport- und Hausbooten touristisch genutzt. Nur seetaugliche Schiffe/Boote können die etwa fünf Kilometer nordöstlich von Dinan gelegene Meerwasserschleuse Châtelier bei Lyvet passieren und weiter in den Mündungsbereich fahren.

### Trichtermündung zwischen Lyvet und dem Gezeitenkraftwerk Dinard
Die starken Gezeitenunterschiede von 12 (bei Springtiden bis 16 Metern) haben einen tief eingeschnittenen Mündungsbereich geschaffen. Er wird durch ein 750 m langes Sperrwerk mit Schleuse zu einem 22 Quadratkilometer großen Mündungsbereich aufgestaut. Eine große Schleusenkammer ermöglicht Schiffen die Durchfahrt.

## Usine marémotrice de la Rance
Die starken Gezeitenunterschiede an der Mündung werden für das Gezeitenkraftwerk „Usine marémotrice de la Rance“ genutzt. Das Kraftwerk wurde 1966 fertiggestellt. Die ersten Überlegungen gehen auf Gérard Boisnoer zurück, der eine entsprechende Nutzung 1921 vorschlug.
Die 24 Turbinen mit einer Leistung von zusammen 240 MW produzieren jährlich 600 Millionen Kilowattstunden Strom und damit rund 3 % des Strombedarfs der Bretagne.

## Nebenflüsse
Die wichtigsten Zuflüsse der Rance sind, in Fließrichtung angeführt:
- Frémeur (links)
- Néal (rechts)
- Hac (rechts)
- Guinefort (links)
- Linon (rechts)
- Coëtquen (rechts)

## Orte am Fluss

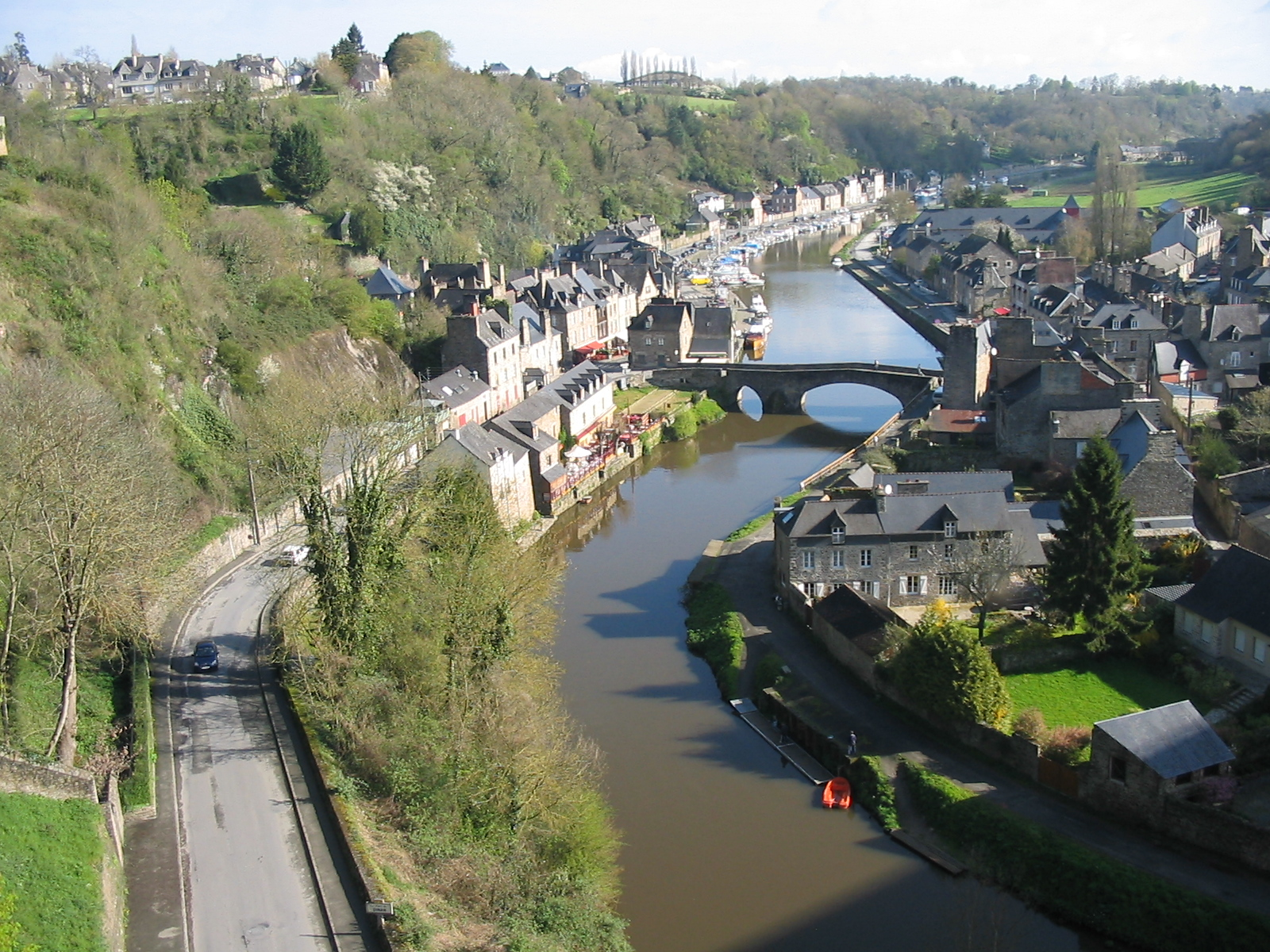
Der Hafen von Dinan mit der alten Brücke über die Rance

- im Département Côtes-d’Armor:
  - Collinée
  - Caulnes
  - Léhon
  - Dinan
- im Département Ille-et-Vilaine:
  - Saint-Suliac
  - Saint-Jouan-des-Guérets
  - Dinard
  - Saint-Malo